# Bujakovina (Republika Serbska)
Bujakovina (cyr. Бујаковина) – wieś w Bośni i Hercegowinie, w Republice Serbskiej, w gminie Foča. W 2013 roku liczyła 35 mieszkańców.